# Chris Farley
Christopher Crosby Farley (krajše Chris Farley), ameriški filmski igralec, komik, * 15. februar 1964, Madison, Wisconsin, ZDA, † 18. december 1997, Chicago, Illinois.
Farley je najbolj znan po svoji telesni komiki, s katero se je proslavil predvsem z nastopi na Saturday Night Show.
Umrl je zaradi speedballa - koktajla opiatov in kokaina ter koronarne arterioskleroze.

## Filmografija
- Dirty Work (1998)
- Almost Heroes (1998)
- Beverly Hills Ninja (1997)
- Black Sheep (1996)
- Tommy Boy (1995)
- Billy Madison (1995)
- Airheads (1994)
- Wayne's World 2 (1993)
- Coneheads (1993)
- Wayne's World (1992)
- Saturday Night Live (1975 - 1995)